# Fuga para o Egito (Lorrain)
Fuga para o Egito é uma pintura a óleo de 1635 do artista francês Claude Lorrain, localizada no Museu de Arte de Indianápolis, que fica em Indianápolis, Indiana.

## Temática
Fuga para o Egito retrata a viagem bíblica do recém-nascido Jesus Cristo, juntamente com a Virgem Maria, sua mãe, e São José, conforme descrito no Evangelho de Mateus (Mateus 2:13–23). O Evangelho descreve a fuga da Sagrada Família como resultado de uma visão de um anjo, que disse a José para trazê-los para o Egito, já que o Rei Herodes, o Grande viria para matar o menino Jesus (Mateus 2:13}). Segundo os relatos bíblicos, o Rei Herodes mandou matar as crianças que teriam aproximadamente a idade do Menino Jesus em um episódio conhecido como Massacre dos Inocentes. O  evangelista Mateus afirma que a Sagrada Família permaneceu no Egito até a morte do Rei Herodes quando então voltaram para a Galileia e se estabeleceram em Nazaré.

## Descrição
Esta pintura inicial de Lorrain mostra José, Maria e Jesus fugindo do chamado Massacre dos Inocentes em Belém. Numa prefiguração do seu futuro papel, o menino Jesus segura as rédeas do burro. Embora o trio esteja escapando de uma matança, Claude os retratou em um cenário sereno.
Paisagens como esta tornaram Claude famoso ao combinar um vocabulário rústico de pastores e árvores imponentes com retratos realistas da paisagem romana. Ele aperfeiçoou suas representações deste último, enfrentando a malária, a fim de fazer os esboços que lhe permitiriam capturar a luz solar dourada e os efeitos atmosféricos da campo. A Sagrada Família pode ser o assunto, mas o foco real é a luz, não a narrativa. A paisagem acadiana idealizada por Claude é um estudo de luz e atmosfera em que o tema religioso é secundário.